# Ornithomimus
Ornithomimus var en altædende dinosaur i familien Ornithomimidae. Den havde ingen tænder, og dens kæbeparti mindede om et fuglenæb, som den muligvis brugte til at opsnappe mindre dyr med.
Ornithomimus kunne opnå en hastighed af 80 kilometer i timen, hvilket den udnyttede godt af, når den jagede.
| Dyr | Spire Denne artikel om dyr er en spire som bør udbygges. Du er velkommen til at hjælpe Wikipedia ved at udvide den. |